# Werner Lindemann
Werner Lindemann (ur. 7 października 1926, zm. 9 lutego 1993) – niemiecki poeta i pisarz.
Studiował nauki przyrodnicze. Zawodowo rozwinął się w różnych kierunkach: był rolnikiem, nauczycielem nauk przyrodniczych w szkole zawodowej, docentem i referentem. Przede wszystkim jednak zasłynął jako poeta i autor książek dla dzieci jak np. Der tapfere kleine Fisch.
Wspólnie z żoną, Brigitte Lindemann, jeszcze w czasach NRD (1989 r.) napisali książkę o historii i kulturze rejonu Meklemburgia w Niemczech.
Werner Lindemann jest ojcem znanego niemieckiego wokalisty zespołu Rammstein – Tilla Lindemanna. Jego stosunki z synem jednak nie układały się za dobrze. W 1988 roku pojawiła się książka napisana przez Wernera poświęcona tym problemom: „Mike Oldfield im Schaukelstuhl. Notizen eines Vater”. W 1975 roku Werner rozwiódł się ze swoją żoną, syn został razem z matką.
Werner Lindemann zmarł na raka żołądka.
W Rostocku jest szkoła, której jest patronem (Werner-Lindemann-Grundschule, Elisabethstraße 27, 18057 Rostock).